# ヘレフォード・ユナイテッドFC
ヘレフォード・ユナイテッド・フットボール・クラブ（Hereford United Football Club）は、かつてイングランド北西部のヘレフォードを本拠地としたサッカークラブチームである。1924年に設立され、2014年の解散まで90年に渡り活動した。

## 歴史
1924年創設のクラブチーム。クラブ創設以来トップリーグへの昇格経験はなく、1976-1977シーズンのセカンドデヴィジョン（現フットボールリーグ・チャンピオンシップ）22位がクラブの最高順位である。2007-2008シーズンには、国内4部相当のフットボールリーグ2において、自動昇格圏内の3位でシーズンを終え、見事リーグ1昇格を果たした。
2014年に財政破綻の影響で解散を余儀なくされたが、サポーター有志の手により新クラブチーム「ヘレフォードFC」が設立され、ヘレフォード・ユナイテッドの系譜を受け継いでいる。

## タイトル

### 国内タイトル
- フットボールリーグ・サードディヴィジョン:1回

1975-1976
- サウザンリーグカップ:3回

1951-1952,1956-1957,1980-1981
- ウェリッシュカップ:1回

1989-1990

### 国際タイトル
なし

## 過去の所属選手
- ジョゼ・ヴェイガ 2008-2009
- グラーチ・ペーテル 2009
- バイロン・ウェブスター 2010
- サム・クルーカス 2011-2013